# Pseudogyrtona trichocera
Pseudogyrtona trichocera là một loài bướm đêm trong họ Noctuidae.